# 新佛羅倫斯 (密蘇里州)
新佛羅倫斯（英語：New Florence）是位於美國密蘇里州蒙哥馬利縣的城市。

## 人口
根據2020年美國人口普查的數據，新佛羅倫斯的面積為7.84平方千米，當中陸地面積為7.79平方千米，而水域面積為0.05平方千米。當地共有人口641人，而人口密度為每平方千米82人。